# Nudifrons
Nudifrons là một chi bướm đêm thuộc họ Noctuidae.